# Haileyville
Haileyville é uma cidade localizada no estado norte-americano de Oklahoma, no Condado de Pittsburg.

## Demografia
Segundo o censo norte-americano de 2000, a sua população era de 891 habitantes.
Em 2006, foi estimada uma população de 904, um aumento de 13 (1.5%).

## Geografia
De acordo com o United States Census Bureau tem uma área de
2,6 km², dos quais 2,6 km² cobertos por terra e 0,0 km² cobertos por água.

## Localidades na vizinhança
O diagrama seguinte representa as localidades num raio de 24 km ao redor de Haileyville.